# Erich Urbanner

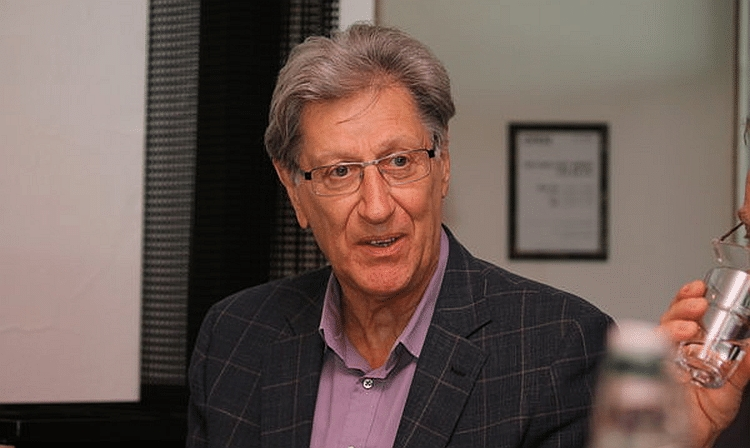
Erich Urbanner im Interview

Erich Urbanner (* 26. März 1936 in Innsbruck) ist ein österreichischer Komponist und Musikpädagoge.

## Leben
Erich Urbanner erhielt seinen ersten Musikunterricht von seinem Vater Hermann Urbanner († 19. Februar 1993), der Schullehrer, Organist und Kirchenchorleiter in Kramsach war. Er studierte von 1955 bis 1961 an der Universität für Musik und darstellende Kunst Wien Komposition bei Karl Schiske und Hanns Jelinek, Klavier bei Grete Hinterhofer und Dirigieren bei Hans Swarowsky. Bei den Darmstädter Ferienkursen belegte er Kompositionskurse bei Wolfgang Fortner, Karlheinz Stockhausen und Bruno Maderna.
Ab 1961 unterrichtete er an der Universität für Musik und darstellende Kunst Wien Partiturspiel. 1969 wurde er ordentlicher Professor für Komposition und Tonsatz. Von 1969 bis 1974 leitete er das Zwölftonseminar, von 1986 bis 1989 das Institut für Elektroakustik und experimentelle Musik. Seit 1968 wirkt er außerdem auch als Dirigent.
Urbanners Werke umfassen Stücke für Soloinstrumente, Kammermusik, Orchesterwerke (darunter mehrere Instrumentalkonzerte, eine Messe und ein Requiem sowie mehrere Opern).

## Auszeichnungen
- 1980 Kunstpreis der Stadt Innsbruck für Instrumentalmusik
- 1984 Musikpreis der Stadt Wien[3]
- 1993 Tiroler Landespreis für Kunst[4]
- 2001 Großes Silbernes Ehrenzeichen für Verdienste um die Republik Österreich.[5]
- 2011 Goldene Ehrenzeichen für Verdienste um das Land Wien[6]

## Werke
- Erstes Streichquartett, 1956
- Erste Sonatine – für Klavier, 1956
- Zweites Streichquartett, 1957
- Zweite Sonatine – für Klavier, 1957
- Prolog für Orchester über "Innsbruck, ich muss dich lassen", 1957
- Intrada – für Kammerorchester, 1957
- Acht Stücke – für Flöte und Klavier, 1957
- Variationen – für Klavier, 1958
- Variation – für Klavier, 1958
- Missa Benedicte Gentes – für vierstimmigen gemischten Chor und Orgel, 1958
- Klavierkonzert, 1958
- Fünf Stücke – für Klavier, 1959
- Flötenconcertino, 1959
- Elf Bagatellen – für Klavier, 1959
- Improvisation I – für Orgel, 1961
- Fünf Stücke – für Violine und Klavier, 1961
- Fünf Songs – für Mezzo-Sopran und kleines Ensemble, 1961
- Das Ahnenbild – für Sopran und Klavier, 1961
- Concertino – für Orgel und Streichorchester, 1961
- Symphonie in einem Satz, 1963
- Der Gluckerich oder Tugend und Tadel der Nützlichkeit – Musikalische Burleske in drei Akten nach Guy de Maupassant, 1963
- Schlag- und Klangfiguren, 1964
- Serenade – für Streichorchester, 1965
- Etüde – für Bläserquintett, 1965
- Dialoge – für Klavier und Orchester, 1965
- Improvisation II – für zwei Klaviere, 1966
- Concerto – für Oboe und Kammerorchester, 1966
- Adagio – für Klavier, 1966
- Acht Aphorismen – für Flöte, Klarinette und Fagott, 1966
- Vier Stücke – für Viola, 1967
- Rondeau – für großes Orchester, 1967
- Fünf Stücke – für Flöte, 1967
- Thema, 19 Variationen und ein Nachspiel – für Orchester, 1968
- Improvisation III – für zehn Instrumente, 1969
- Improvisation IV – für Bläserquintett, 1969
- Kontraste II – für Orchester, 1970
- Violinkonzert, 1971
- Solo – für Geige, 1971
- Lyrica – für elf Instrumente, 1971
- Drittes Streichquartett, 1972
- Concerto Wolfgang Amadeus – für zwei Orchester, drei Posaunen und Celesta, 1972
- Kontrabasskonzert, 1973
- Burleske – für Flöte und Orgel, 1973
- Retrospektiven – Vier Stücke für großes Orchester, 1974–75
- Pastorale, 1975
- Klavierkonzert 76, 1976
- Takes – für Klaviertrio, 1977
- Quartetto concertato – für Streichquartett und sechs Streichduos, 1978
- Nachtstück – für Blockflötenensemble, 1978
- Concerto für Alt-Saxophon in Es und zwölf Spieler, 1978
- Sinfonietta 79 – für Kammerorchester, 1979
- Sonata brevis – für Kammerorchester, 1980
- Sechs Phan-Tasten und zwei Schlagzeuger – für zwei Klaviere, Celesta, Cembalo, Orgelpositiv, Harmonium und Schlagzeug, 1980
- Arioso – Furioso – für Violoncello und Klavier, 1980
- Variation – für Klavier, 1981
- Nonett 1981 – für Flöte, Klarinette, Bassklarinette, Tenor-Bassposaune, Gitarre, Klavier, Violine, Violoncello und Kontrabass, 1981
- Konzert für Violoncello und Orchester, 1981
- Sinfonia concertante – für Kammerorchester, 1982
- Ballade – für Gitarre solo, 1982
- Requiem – für 4 Soli, gemischten Chor und Orchester, 1982–83
- Emotionen – für Saxophonquartett, 1984
- Doppelkonzert – für Flöte, Klarinette und Orchester, 1984
- Acht ächte Tyroller Liader – für Sopran, Tenor und Kammerensemble, 1985
- Trio mobile – für Flöte, Viola und Violoncello, 1987
- Ninive oder Das Leben geht weiter – Oper in 2 Teilen (7 Bildern) nach dem "Buch Jona", 1987
- Dreizehn Charakterstücke – für Klavier, 1988–89
- Concerto – für Saxophonquartett und Streichorchester, 1989
- Concerto XIII – für Saxophonquartett und 9 Spieler, 1989–90
- ... in Bewegung … – Trio in zwei Sätzen für Violine, Violoncello und Klavier, 1990
- Viertes Streichquartett, 1991–92
- Johannes Stein oder Der Rock des Kaisers – Monodram für Sprecherin, 4 Männerstimmen und Orchester, 1991, 1994
- Duo – für Akkordeon und Kontrabass, 1992
- Zyklus – für Orgel, 1993
- quasi una fantasia – Sechs konzertante Stücke für 15 Instrumente, 1993
- Die Tochter des Kerensteiners – Vier Szenen für Musik nach dem Fragment eines unbekannten Dichters aus dem 12. Jahrhundert, 1994
- Phantasiestück für Orgel, 1995
- Drei Sätze – für gemischten Chor, Soli und Violoncello nach Gedichten aus "Die Niemandsrose" von Paul Celan, 1995
- Formen im Wandel – Klavierstück, 1996
- begegnung – variation – wiederbegegnung – für zwölf Instrumentalisten, 1996
- Solo – für Klarinette in B, 1997
- Quartett für Violine, Klarinette, Tenorsaxophon und Klavier, 1998
- Orgelwerk 1998 – Suite in vier Sätzen, 1998
- Multiphonie – für großes Orchester, 1998
- ... apropos Orgelpunkt … – für Gitarre solo, 1998
- Entfaltung – für Violoncello und Klavier, 1999
- Vier Moritaten – für Bariton und frei zu wählende Instrumentalbegleitung, 2000
- 5. Streichquartett, 2001
- Klavierkonzert Nr. 4, 2002–2003
- Konzert für Akkordeon und neun Instrumente, 2003
- Duo für zwei Gitarren, 2003
- Reminiszenzen – für Violoncello solo, 2005
- Begegnungen für großes Orchester, 2005–2006